# La Machine à présages
La Machine à présages (titre original : The Omen Machine) est le premier tome de la suite du cycle L'Épée de vérité, série de romans de l'américain Terry Goodkind. Paru le 16 août 2011 aux États-Unis puis le 18 mai 2012 en France, son histoire débute peu après la fin de L'Ombre d'une inquisitrice paru en français le 25 mars 2011.
Ce livre est cependant considéré comme le douzième tome du cycle de L'Épée de vérité dans sa traduction française. Il est en effet indiqué comme tel sur la couverture des éditions Bragelonne.

## Synopsis
Un accident conduit à la découverte d'une mystérieuse machine qui était restée cachée profondément dans le sous-sol depuis un nombre inconnus de millénaire. La machine se réveille et commence à émettre une série de présages alarmants mais mineurs. Ces présages s'avèrent être incroyablement précis et de plus en plus inquiétants.
Alors que Zedd cherche un moyen de détruire cette sinistre machine, elle délivre un présage cataclysmique impliquant Richard et Kahlan, prévoyant un évènement que personne ne pourrait empêcher. Mais à l'approche de la catastrophe, la machine révèle qu'il est en son pouvoir de retirer la prédiction... en échange d'une demande impossible.